# Edwardsiella
Edwardsiella es un género de bacterias gramnegativas de la familia Hafniaceae. Fue descrito en el año 1965. Su etimología hace referencia al bacteriólogo americano P.R. Edwards. Se trata de bacterias anaerobias facultativas y móviles. 
Las especies de Edwardsiella son causantes de infecciones en peces y también en humanos. Las infecciones por Edwardsiella se suelen adquirir a través del agua dulce o marina, y son más comunes en el Sudeste Asiático. A la enfermedad se la conoce como Edwardsielosis.  

## Taxonomía
Actualmente hay 5 especies diferentes descritas: 
- E. anguillarum, es patógena de peces.
- E. hoshinae, se ha aislado de varios animales, y no se asocia con enfermedades en humanos.
- E. ictaluri, es patógena de peces.
- E. piscicida, principalmente es patógena de peces, aunque se han descrito casos en humanos.
- E. tarda, principalmente es patógena de humanos, aunque se han descrito casos en peces.